# Goran Nikolic (kulturysta)
Goran Nikolic (ur. 11 lipca 1975 w Niemczech) – zawodowy kickbokser, kulturysta, bokser i fotomodel pochodzenia serbskiego.

## Biogram
Pracował jako osobisty trener i model fitness w Stuttgarcie, a następnie w niemieckiej miejscowości Lorch.
Sporty siłowe trenuje od 1992 roku. Największe sukcesy w kulturystyce odnosił na początku XX wieku. W 2002 roku brał udział w sesji zdjęciowej w Miami dla płatnego portalu MuscleGallery.com. W podobnej modelingowej sesji pojawił się na łamach portalu MuscleWeb.com.

## Wymiary
| - wzrost: 180 cm - waga w sezonie: 99 kg - waga poza sezonem: 103 kg - obwód klatki piersiowej: 134 cm | - obwód ramienia: 48 cm - obwód uda: 67 cm - obwód brzucha: 89 cm - obwód karku: 48 cm |

## Wybrane występy i osiągnięcia kulturystyczne
- Muscle Mania Europe Sieger, 2001 − I m-ce w kategorii wagowej ciężkiej[2]
- Baden Württembergische, 2001 – II m-ce[4]
- Deutsche Meisterschaft, 2001 – IV m-ce[2]
- IFBB European Amateur Championships − V m-ce w kat. wagowej superciężkiej[2]
- IFBB Mediterranean Amateur Championships − IV m-ce w kat. wagowej ciężkiej[2]
- IFBB World Amateur Championships − poza czołówką[2]